# Willard Wigan
Willard Wigan OBE (ur. czerwiec 1957 w Birmingham) – rzeźbiarz angielski, który tworzy mikroskopijną sztukę. Jego rzeźby zazwyczaj umieszczane są w uchu igielnym lub na główce szpilki. Jego rzeźby mają 0,005 mm długości. W lipcu 2007 roku Willard Wigan został uhonorowany przez królową Elżbietę II Orderem Imperium Brytyjskiego.